# Лернарот
Лернарот (вірм. Լեռնարոտ) — село в марзі Арагацотн, на заході Вірменії. Село розташоване за 29 км на північний захід від міста Аштарак, за 9 км на північ від села Кош, за 7 км на захід від села Аван та за 5 км на схід від села Діан. На північ від села знаходиться гора Арагац.
| Рік  | Чисельність | Чисельність |
| ---- | ----------- | ----------- |
| 1831 | 38          | [ 1 ]       |
| 1897 | 296         | [ 1 ]       |
| 1939 | 316         | [ 1 ]       |

| Рік  | Чисельність | Чисельність |
| ---- | ----------- | ----------- |
| 1959 | 526         | [ 1 ]       |
| 1970 | 294         | [ 1 ]       |
| 1979 | 288         | [ 1 ]       |

| Рік  | Чисельність | Чисельність |
| ---- | ----------- | ----------- |
| 1989 | 324         | [ 2 ]       |
| 2001 | 343         | [ 1 ]       |
| 2004 | 335         | [ 1 ]       |

| Рік  | Чисельність | Чисельність |
| ---- | ----------- | ----------- |
| 2011 | 308         | [ 3 ]       |

| Рік  | Чисельність | Чисельність |
| ---- | ----------- | ----------- |
| 1831 | 38          | [ 1 ]       |
| 1897 | 296         | [ 1 ]       |
| 1939 | 316         | [ 1 ]       |

| Рік  | Чисельність | Чисельність |
| ---- | ----------- | ----------- |
| 1959 | 526         | [ 1 ]       |
| 1970 | 294         | [ 1 ]       |
| 1979 | 288         | [ 1 ]       |

| Рік  | Чисельність | Чисельність |
| ---- | ----------- | ----------- |
| 1989 | 324         | [ 2 ]       |
| 2001 | 343         | [ 1 ]       |
| 2004 | 335         | [ 1 ]       |

| Рік  | Чисельність | Чисельність |
| ---- | ----------- | ----------- |
| 2011 | 308         | [ 3 ]       |